# Albino Jara
Albino Jara Villalba  (Luque, Departamento Central; 28 de febrero de 1877-Paraguarí, Departamento de Paraguarí; 15 de mayo de 1912), apodado «El Varón Meteórico», fue un político, docente y militar paraguayo que ejerció como presidente provisional de la República del Paraguay en 1911. Previamente fue ministro de Guerra y Marina entre 1908 y 1911.

## Biografía
Nació en Luque, el 28 de febrero de 1877.
Estudió hasta el cuarto curso en la Facultad de Derecho. Hijo del Coronel  Zacarías Jara y de Eulalia Villalba. Con Eliodora Alfonso, Albino Jara fue padre de Lidia María Jara pero no  consta en documentos oficiales la existencia de esa hija...
Trabajó como bibliotecario en la universidad hasta 1903. Fue también profesor de educación física en el Colegio Nacional de la Capital, a los 14 años de edad.
A los 20 años obtiene una beca para estudiar en Chile en la Academia Militar; de ahí egresa como Alférez. De regreso a su país asciende a Teniente y en 1904 a Capitán. En 1908 es ascendido a Coronel, pasarían 3 años hasta que realizara un golpe de Estado y que se autoproclamara presidente, derrocando al presidente constitucional Dr. Manuel Gondra.
Asumió el cargo el 17 de enero de 1911, a los 33 años de edad. Formó su gabinete con José A. Ortiz y Francisco Luis Bareiro, en el Ministerio de Hacienda; Sebastián Ibarra Legal y Cipriano Ibáñez, en Interior; Manuel Domínguez, en Justicia, Culto e Instrucción Pública; Carlos Goiburú, en Guerra y Marina; y Cecilio Báez, en Relaciones Exteriores.

## Gobierno
Cuando renunció el presidente Manuel Gondra, debía asumir el vicepresidente Juan Bautista Gaona, pero por presión del Ejército, el Congreso designó presidente provisional al coronel Albino Jara, quien formó su gabinete con José A. Ortiz y Francisco Luis Bareiro, en el Ministerio de Hacienda; Sebastián Ibarra Legal y Cipriano Ibáñez, en Interior; Manuel Domínguez, en Justicia, Culto e Instrucción Pública; Carlos Goiburú, en Guerra y Marina; y Cecilio Báez, en Relaciones Exteriores.
A poco de comenzar su gobierno, estalló una nueva revolución y el mismo presidente se puso al frente de las fuerzas gubernistas, dejando encargado de la presidencia al ministro Cipriano Ibáñez. Durante la revuelta fue asesinado uno de los principales líderes de la época, Adolfo Riquelme.

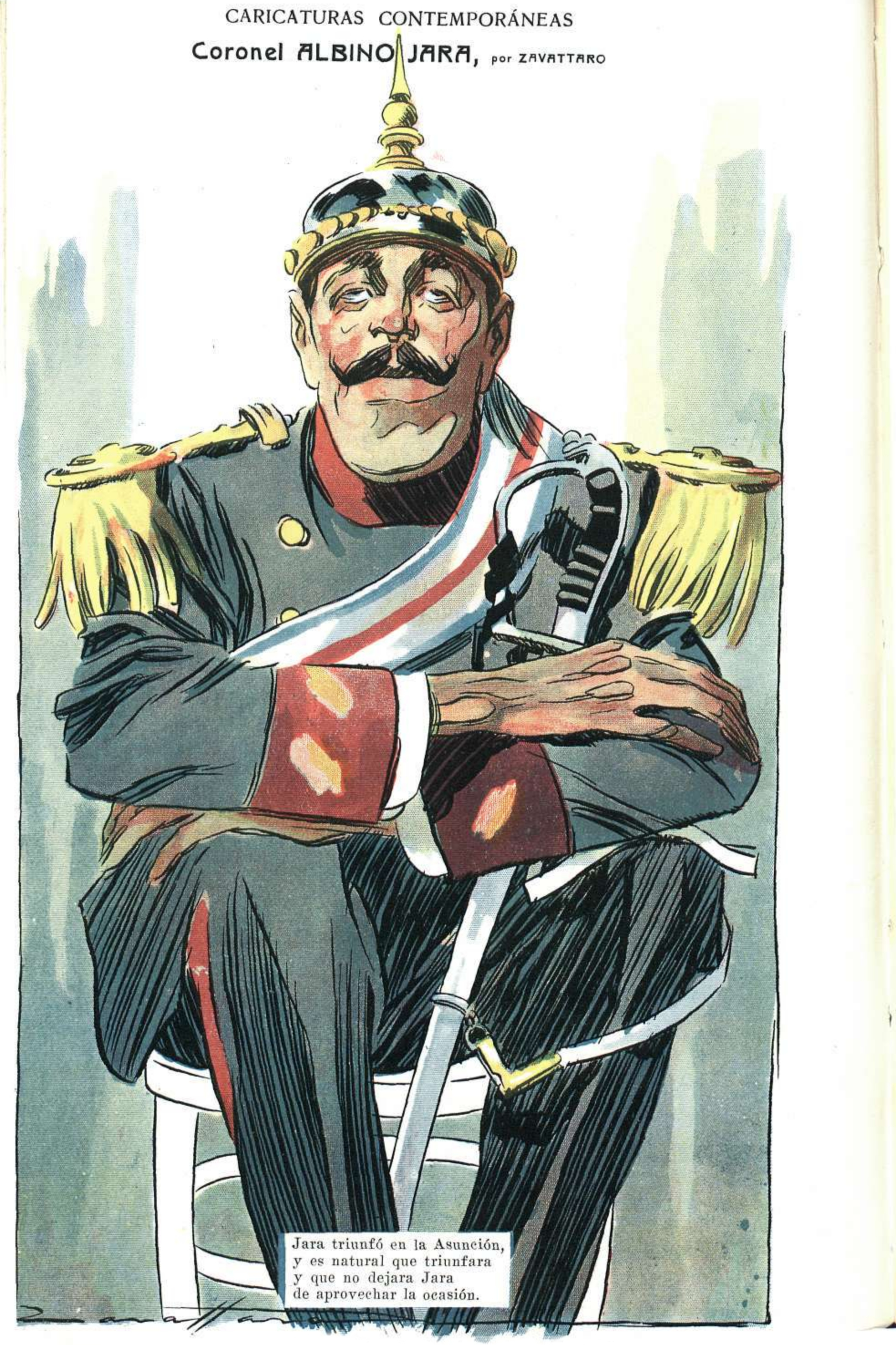
Retratado por Zavattaro en la revista argentina Caras y Caretas (1911)

Durante su gobierno se estableció un sistema educativo comparado con los modelos de Estados Unidos y Europa. Se pavimentaron 40 km² de las calles de Asunción, fundó el Instituto Histórico y Geográfico del Paraguay, logró que el ferrocarril llegará hasta la ciudad de Encarnación para posteriormente unirse la conexión con Posadas (Argentina). El 23 de marzo de 1911 propone la creación de cátedras libres de Historia Nacional y de Economía o Finanzas, procedimiento revolucionario para su tiempo ya que faltaban siete años para que la reforma universitaria de América asumiera ese propósito.
El 5 de julio de 1911 fue depuesto y llevado al puerto para expulsarlo hacia Buenos Aires.
En 1912 retornó a Paraguay. Quiso organizar una revolución contra el gobierno de Pedro Pablo Peña, pero no lo logró. Herido de bala en la intentona fue apresado y, como consecuencia de las heridas, falleció el 15 de mayo de 1912.